# Soleil (Brisbane)
Soleil est un gratte-ciel résidentiel construit en 2012 à Brisbane en Australie. 